# Boudewijn II van Vlaanderen

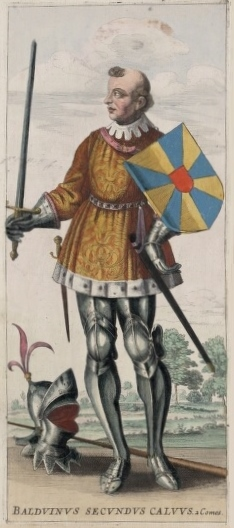
Boudewijn II, de Kale (afbeelding uit Flandria illustrata, 1641)

Boudewijn II van Vlaanderen (ca. 865 – 10 september 918), de Kale, was van 879 tot 918 graaf van Vlaanderen en van 896 tot 918 graaf van Boulogne. Zijn bijnaam was een bewuste verwijzing naar zijn grootvader de Karolinger Karel de Kale en onderstreepte dat Boudewijn een afstammeling van Karel de Grote was, wat in die tijd nog een factor van politiek belang was.

## Invallen van de Vikingen
Boudewijn werd graaf als opvolger van zijn vader, Boudewijn I, en kreeg direct te maken met een periode van invallen van de Vikingen:
- 879: Terwaan
- 880: Gent
- 881: Doornik
- 882: Kamerijk en Atrecht
- 883: Boulogne, Sint-Omaars, Saint-Riquier, Veurne, Terwaan, Gent en Atrecht. Boudewijn moest in de moerassen van Sint-Omaars zijn toevlucht zoeken.
- 884: Boudewijn trouwde met een dochter van Alfred de Grote, vermoedelijk om zo meer steun tegen de Vikingen te krijgen
- 885: de Vikingen bouwen een versterking in Condé
- 886: de Vikingen bouwen een versterking in Kortrijk

Boudewijn wist langzaam het verloren terrein terug te winnen, maar de Vikingen werden pas verjaagd nadat ze in 892 bij de slag aan de Dijle (op de plaats waar nu Leuven ligt) door koning Arnulf van Karinthië waren verslagen. Boudewijn bouwde versterkingen (ringwallen) om zijn graafschap tegen de Vikingen te kunnen beschermen in: Ieper, Kortrijk, Sint-Winoksbergen, Veurne, Sint-Omaars, Brugge en Gent.

## Opbouw van het graafschap
In 888 steunde Boudewijn de keuze van niet-Karolinger Odo I van Frankrijk tot koning van West-Francië. Hij kreeg echter direct een conflict met Odo over de abdij van Sint-Bertinus in Sint-Omaars. Odo achtervolgde Boudewijn tot aan Brugge maar kon de stad niet innemen. Als reactie daarop trok Boudewijn nog in datzelfde jaar naar Arnulf van Karinthië - die koning van Oost-Francië was - in Worms en vroeg hem om ook koning van West-Francië te worden, maar Arnulf sloeg die uitnodiging af. Toen in 892 de abt van Sint-Bertinus overleed, wachtte Boudewijn niet op de formele procedures maar bezette de abdij.
Boudewijn was een van de edelen die in 893 de kroning van Karel de Eenvoudige, Karolinger, tot tegenkoning van West-Francië steunden  maar tegelijkertijd zocht hij ook toenadering tot Zwentibold die in 895 tot koning van Lotharingen was benoemd. Door handig te opereren in het spanningsveld tussen Karel en Zwentibold wist Boudewijn zijn positie te versterken. 
In 896 verkreeg hij het graafschap Boulogne. Boudewijn liet zijn broer Rudolf Péronne en de Vermandois binnenvallen, die toen net aan Herbert I van Vermandois waren toegewezen. Herbert wist Rudolf echter in een hinderlaag te doden en het Vlaamse leger werd teruggedreven. 
Toen de koning in 900 bisschop Fulco van Reims, een bondgenoot van Herbert, benoemde tot abt van Sint-Bertinus, kon Boudewijn dit niet accepteren en hij liet Fulco vermoorden. Boudewijn werd daarop geëxcommuniceerd maar Karel de Eenvoudige was niet in staat om strafmaatregelen door te voeren. 
Omdat de politieke situatie voor Boudewijn nu niet erger kon worden, had hij geen belemmering meer om Artesië met inbegrip van de rijke abdij van Sint-Vaast te veroveren. Ook liet Boudewijn door een sluipmoordenaar Herbert van Vermandois vermoorden.
Met zijn harde en gewelddadige politiek had Boudewijn in de jaren na 900 zijn positie en die van zijn graafschap veilig gesteld. De laatste periode van zijn bewind tot zijn dood in 918 is rustig verlopen. Boudewijn werd eerst begraven bij zijn vader in de abdij van Sint-Bertinus maar werd na de dood van zijn vrouw (929) bij haar begraven in de Sint-Pietersabdij van Gent.

## Familie
Boudewijn II was de zoon van Boudewijn I en van Judith van West-Francië. 
In 884 huwde hij Ælfthryth van Wessex (ook Aelftrud of Elfrida) (Wessex, 868 - 7 juni 929), dochter van Alfred de Grote, koning van Engeland van 871 tot 899, en van Ealhswith van de Gaini. 
Boudewijn II had vijf of zes kinderen, maar er zijn discussies onder historici over de vraag of ze uit zijn huwelijk met Ælfthryth van Wessex geboren werden of buitenechtelijke kinderen zijn:
- Arnulf I de Grote (ca. 890 - 28 maart 964), graaf van Vlaanderen
- Adalolf (of Adelulf, Aethelwulf) (ca. 890 of 895 - 13 november 933), graaf van Boulogne en van Terwaan, lekenabt van Sint-Bertinus
- Ealswid
- Albert (overleden in 977)
- Ermentrude

Opmerking: Abt Hildebrand van Sint-Bertinus en Sint Vaast, was een zoon van Ealswid of Ermentrude, of van een onbekende zuster.

## Voorouders
| Voorouders van Boudewijn II van Vlaanderen | Voorouders van Boudewijn II van Vlaanderen                                   | Voorouders van Boudewijn II van Vlaanderen                                   | Voorouders van Boudewijn II van Vlaanderen                                   | Voorouders van Boudewijn II van Vlaanderen                                   | Voorouders van Boudewijn II van Vlaanderen                                   | Voorouders van Boudewijn II van Vlaanderen                                   | Voorouders van Boudewijn II van Vlaanderen                                   | Voorouders van Boudewijn II van Vlaanderen                                   |
| ------------------------------------------ | ---------------------------------------------------------------------------- | ---------------------------------------------------------------------------- | ---------------------------------------------------------------------------- | ---------------------------------------------------------------------------- | ---------------------------------------------------------------------------- | ---------------------------------------------------------------------------- | ---------------------------------------------------------------------------- | ---------------------------------------------------------------------------- |
| Overgrootouders                            | ? (-) ∞ ? (-)                                                                | ? (-) ∞ ? (-)                                                                | ? (-) ∞ ? (-)                                                                | ? (-) ∞ ? (-)                                                                | Lodewijk de Vrome (778-840) ∞ Judith van Beieren (805-843)                   | Lodewijk de Vrome (778-840) ∞ Judith van Beieren (805-843)                   | Odo van Orléans (780-834) ∞ Engeltrude van Parijs (790-850)                  | Odo van Orléans (780-834) ∞ Engeltrude van Parijs (790-850)                  |
| Grootouders                                | ? (-) ∞ ? (-)                                                                | ? (-) ∞ ? (-)                                                                | ? (-) ∞ ? (-)                                                                | ? (-) ∞ ? (-)                                                                | Karel de Kale (823-877) ∞ Ermentrudis van Orléans (830-869)                  | Karel de Kale (823-877) ∞ Ermentrudis van Orléans (830-869)                  | Karel de Kale (823-877) ∞ Ermentrudis van Orléans (830-869)                  | Karel de Kale (823-877) ∞ Ermentrudis van Orléans (830-869)                  |
| Ouders                                     | Boudewijn I van Vlaanderen (840-879) ∞ 863 Judith van West-Francië (844-870) | Boudewijn I van Vlaanderen (840-879) ∞ 863 Judith van West-Francië (844-870) | Boudewijn I van Vlaanderen (840-879) ∞ 863 Judith van West-Francië (844-870) | Boudewijn I van Vlaanderen (840-879) ∞ 863 Judith van West-Francië (844-870) | Boudewijn I van Vlaanderen (840-879) ∞ 863 Judith van West-Francië (844-870) | Boudewijn I van Vlaanderen (840-879) ∞ 863 Judith van West-Francië (844-870) | Boudewijn I van Vlaanderen (840-879) ∞ 863 Judith van West-Francië (844-870) | Boudewijn I van Vlaanderen (840-879) ∞ 863 Judith van West-Francië (844-870) |